# Padadoxo de Gênero
O Paradoxo de Gênero é o título de um livro de não-ficção escrito pelo biólogo evolucionista alemão Ulrich Kutschera, publicado em 2016. Ele tem como subtítulo "Homem e Mulher como tipos humanos evoluídos" e busca refutar a teoria de gênero socialmente construtivista, atribuindo-a às escritas do psicólogo neozelandês John Money.

## Sumário:
1. título
2. Conteúdo
3. História de origem
4. Recepção
5. Edição
6. Links externos
7. Referências

## Conteúdo:
O livro possui 445 páginas (com 75 ilustrações) e é dividido em dez capítulos: 1. Introdução: O que é sexo? Feminismo darwinista e a ideologia de gênero moneyísta; 2. Procriação de seres humanos em úteros alheios, criacionismo de gênero e a ideologização da biologia; 3. Alfred Russel Wallace como defensor dos direitos das mulheres e os estudos de gênero na Hesse em ação; 4. Análise schopenhaueriana-darwinista das mulheres, acadêmicas de gênero em 2015 e o poder de herança masculina; 5. Teoria sexual de August Weismann em Freiburg e a igualdade de valor entre homens e mulheres no neodarwinismo; 6. Da morfologia do corpo ao genoma: homem e mulher como tipos humanos evoluídos com marcado dimorfismo sexual; 7. Embriões específicos de gênero, comportamento infantil e orientação erótica pré-natalmente determinada; 8. Identidade de gênero forçada: David Reimer (1965-2004) como vítima no altar da religião de gênero moneyísta em 2015; 9. O debate de gênero em Berlim em 2015 e a super-homossexualidade vegetal; 10. Epílogo: Biomedicina de gênero e o terror psicológico das mulheres-homens indoutrinadas moneyístas.
No último capítulo (10), os principais resultados do texto principal são resumidos com referências às teses de Judith Butler, abordando, entre outros temas, a questão de por que não existem "casas de prazer para mulheres" (com prestadores de serviços masculinos). O livro termina com um glossário (Pequeno ABC de Sexo e Gênero), onde todos os termos-chave, desde anisogamia até zigoto, são brevemente definidos.

## História de origem
Na introdução, o autor justifica por que escreveu esta obra, destacando que o texto é baseado na 4ª edição de seu livro didático de Biologia da Evolução (2015). Após o autor Kutschera ter publicado em 13 de abril de 2015 um breve artigo provocativo sobre a problemática de gênero intitulado "Pseudociência universitária" no Humanist Press Service (hpd), que foi posteriormente bloqueado pelo hpd[2], uma série de consultas da mídia começou. Em um artigo no Spiegel Online[3] de 4 de setembro de 2015, intitulado "Professor contra pesquisa de gênero", Kutschera anunciou um livro sobre o paradoxo de gênero para o início de 2016, afirmando que "colocaria os últimos pregos no caixão da ideologia de gênero". A primeira edição foi lançada em fevereiro de 2016, com uma nova edição revisada lançada no início de 2018. Na introdução da segunda edição, Kutschera invoca a liberdade acadêmica para justificar suas teses controversas.

## Recepção
O biólogo de Freiburg, Hubert Rehm, publicou uma resenha detalhada no jornal Spektrum der Wissenschaft[4]. Ele descreve o livro como "informativo e envolvente", mas ainda assim vê várias fraquezas de conteúdo. O historiador da biologia Armin Geus resenhou a segunda edição do livro de Kutschera de forma positiva no blog de direita Philosophia perennis[5], descrevendo-o como um "manual confiável e baseado em fontes que ninguém deve ignorar se quiser participar seriamente do debate de (gênero)". Um grupo de trabalho do Centro de Estudos de Gênero e Pesquisa Futurista Feminista de Marburg descreveu os argumentos e afirmações de Kutschera como cientificamente infundados e insustentáveis. Além disso, as polêmicas de Kutschera assumem dimensões de teorias conspiratórias. A professora Kerstin Palm, de Berlim, também criticou o livro de forma contundente na revista L'Homme; o livro apresenta "o uso repetido de literatura de pesquisa obsoleta, há muito revisada empiricamente, e o estado atual do conhecimento complexo da biologia não é adequadamente abordado em sua amplitude exigida."[6]

## Edição
O Paradoxo de Gênero. Homem e Mulher como Tipos Humanos Evoluídos. LIT, Berlim 2016, ISBN 978-3-643-13297-0.

## Links:
Vídeo 1: Paradoxo de Gênero ao Vivo - 1: Sexualidade e Identidade de Gênero
Vídeo 2: Paradoxo de Gênero ao Vivo - 2: Homem Macaco e Mulher Humana
RDF Talk com o Prof. Kutschera - Criacionismo de Gênero: Homem e Mulher como Tipos Humanos Evoluídos (Vol. 1 - 6)